# Щербаков Володимир Павлович
Володимир Павлович Щербаков (нар. 21 березня 1941, місто Москва, тепер Російська Федерація) — радянський та російський профспілковий діяч, голова Загальної конфедерації професійних спілок СРСР. Депутат Верховної Ради РРФСР 11-го скликання. Народний депутат СРСР (1989—1991). Кандидат технічних наук. 

## Біографія
У 1961—1986 роках — наладник, інженер, заступник начальника цеху, начальник цеху, заступник директора, директор Московського заводу автоматичних ліній, генеральний директор Московського виробничого об'єднання автоматичних ліній. Член КПРС.
У 1967 році закінчив Московський верстатобудівний інститут.
У 1986—1990 роках — голова Московської міської ради профспілок.
З 20 липня до 23 жовтня 1990 року — заступник голови Всесоюзної центральної ради професійних спілок (ВЦРПС).
27 жовтня 1990 — 16 квітня 1992 року — голова Загальної конфедерації професійних спілок СРСР.
У 1992—2004 роках — голова Загальної конфедерації профспілок — міжнародного профспілкового об'єднання СНД.
У березні 2004 — 2022 року — генеральний секретар Загальної конфедерації профспілок.
У 2022 році, на IX З'їзді Загальної конфедерації профспілок, обраний почесним генеральним секретарем Загальної конфедерації профспілок.
Проживав у Москві.

## Нагороди
- орден Леніна
- орден Трудового Червоного Прапора
- орден Дружби народів
- орден Дружби (Російська Федерація) (18.12.2006)
- орден «Співдружність» (Рада Міжпарламентської Асамблеї держав—учасниць СНД)  (18.04.2001)
- «Пам'ятний знак МПА СНД. 25 років» (Міжпарламентська асамблея СНД) (27.03.2017)
- Почесна грамота Ради МПА СНД (Міжпарламентська асамблея СНД) (19.05.2016)